# L'Inquiétante Dame en noir
Pour plus de détails, voir Fiche technique et Distribution.
L'Inquiétante Dame en noir (The Notorious Landlady) est un film américain de Richard Quine sorti en 1962, avec Kim Novak, Jack Lemmon et Fred Astaire.

## Synopsis
William Gridley (Jack Lemmon), un jeune diplomate américain est envoyé à Londres. À la recherche d'un appartement à louer en ville, il postule auprès de la ravissante Carlyle Hardwicke (Kim Novak) qui consent à lui céder l’appartement. Mais ce qu’il ignore, c’est qu’elle est le suspect numéro 1 du meurtre de Miles Hardwicke, époux de cette dernière dont on n’a jamais retrouvé le corps.
Le soir de son installation, il l'invite à dîner sous les yeux ébahis des voisins.
Le lendemain, Scotland Yard lui tend un piège avec l'aide de Franklyn Ambruster (Fred Astaire) responsable de l'ambassade des États-Unis à Londres. Il se voit obligé de faire appât pour le compte de la police afin de faire avouer à son hôte où se trouve le corps de monsieur Hardwicke.
Le jeune homme fermement convaincu de l’innocence de la jeune femme laisse peu à peu le doute s’installer en lui. Des livres sur les crimes, une arme dans un tiroir de sa table de chevet, de l’arsenic dans la cuisine, une lettre suspecte, un curieux appel téléphonique lui laissent croire qu’il est le prochain sur la liste de l’inquiétante dame en noir…

## Fiche technique
- Titre français : L'Inquiétante Dame en noir
- Titre original : The Notorious Landlady
- Réalisation : Richard Quine
- Scénario : Blake Edwards et Larry Gelbart, d'après la nouvelle The Notorious Tenant de Margery Sharp
- Musique : George Duning
- Photographie : Arthur E. Arling
- Montage : Charles Nelson
- Production : Fred Kohlmar et Richard Quine
- Société de production : Columbia Films
- Pays de production :  États-Unis
- Genre : comédie noire
- Format : noir et blanc
- Durée : 123 minutes
- Date de la sortie :
  - États-Unis : 26 juillet 1962
- Affiches : Macario Gómez Quibus (Espagne), Georges Kerfyser (France, Italie)

## Distribution
- Kim Novak (VF : Nadine Alari) : Carlyle Hardwicke
- Jack Lemmon (VF : Serge Lhorca) : William Gridley
- Fred Astaire (VF : Pierre Gay) : Franklyn Ambruster
- Lionel Jeffries (VF : Jean-Henri Chambois) : Inspector Oliphant
- Estelle Winwood (VF : Marie Francey) : Mrs. Dunhill
- Maxwell Reed (VF : Georges Hubert) : Miles Hardwicke
- Philippa Bevans (VF : Germaine Michel) : Mrs. Brown
- Henry Daniell (VF : Robert Dalban) : Stranger
- Ronald Long (VF : Yves Brainville) : Coroner
- Richard Peel : Dillings
- Doris Lloyd (VF : Lita Recio) : Lady Fallott
- Laurence Conroy (VF : Jean Berton) : le caissier

Acteurs non crédités
- Barry Bernard : un préposé
- Murray Matheson : un voisin
- Frederick Worlock : le vieux colonel